# What Was That
〈What Was That〉은 뉴질랜드의 싱어송라이터 로드가 발표한 노래로, 2025년 4월 24일 유니버설 뮤직 뉴질랜드를 통해 발매되었으며, 그녀의 예정된 네 번째 정규 앨범 《Virgin》의 리드 싱글이다. 이 곡은 로드가 약 4년 만에 정규 앨범에서 발표한 첫 싱글로, 《Melodrama》(2017)에서 주를 이뤘던 신스팝 스타일로의 회귀를 보여준다.
발매와 함께 로드는 뉴욕시에서 촬영된 뮤직비디오를 공개했다. 이 영상은 로드가 도시를 거닐다가 워싱턴 스퀘어 파크에서 즉흥적인 댄스 퍼포먼스를 펼치는 장면으로 절정에 이르며, 그녀를 둘러싼 팬들이 이를 촬영하는 모습이 담겨 있다. 이 곡은 원래 2025년 4월 25일에 발매될 예정이었으나, 그녀의 공원에서의 등장에 예기치 못한 대중의 반응에 따라 앞당겨 공개되었다.

## 배경 및 홍보
세 번째 정규 앨범 《Solar Power》(2021) 이후, 로드는 녹음 작업 중이라는 간헐적인 소식과 힌트만을 드물게 전했다. 2023년 2월, 그녀는 《Ensemble Magazine》과의 인터뷰에서 네 번째 정규 앨범 작업을 시작했음을 확인했으며, 복귀까지 오랜 시간이 걸릴 것이라고 밝혔다. 2024년 7월, 로드는 인스타그램 스토리에 신곡 일부를 담은 짧은 클립을 공유했다. 다음 달, 그녀가 미국 뮤지션 짐-이 스택(Jim-E Stack)과 함께 이번 앨범을 작업하고 있음이 확인되었다.
2025년 4월 9일, 로드는 자신의 틱톡 계정에 미공개 곡 일부가 담긴 클립을 처음으로 올렸다. 이 영상에는 뉴욕시의 워싱턴 스퀘어 파크를 걷는 로드의 모습이 담겨 있다. 이후 이 곡은 〈What Was That〉의 약자인 "WWT"로 불리기 시작했다. 동시에 그녀는 공식 웹사이트와 인스타그램 피드를 모두 비웠으며, 프로필 사진을 물병 이미지로 변경했다. 로드는 4월 16일, 자신의 SNS를 통해 해당 곡의 발매를 공식 발표했다. 그녀는 같은 날 인스타그램에 얼굴에 물방울이 맺힌 채 카메라를 응시하고 있는 붉은 티셔츠 차림의 자신의 사진을 아트워크로 공개했다. 이 사진은 미국 사진작가 탈리아 체트릿(Talia Chetrit)이 촬영한 것이다.
4월 22일, 로드는 인스타그램 스토리와 문자 메시지를 통해 팬들에게 그날 오후 7시(동부 일광 절약 시간, UTC−04:00)에 뉴욕시의 워싱턴 스퀘어 파크로 올 것을 알렸다. 많은 팬들이 몰리면서, 행사는 시작되기 직전에 중단되었다. 뉴욕시 경찰국 대변인은 Vulture에 로드가 "예정되지 않은 행사"를 열려 했으며, 필요한 허가증을 "하나도 소지하지 않았다"고 밝혔다. 로드의 협업자 데브 하인스는 그녀가 도착하기 전인 오후 9시 30분경 팬들에게 포터블 스피커로 곡을 들려주었다. 다음 날, 로드는 〈What Was That〉이 자정에 발매될 것이라 발표했다.
곡이 발매되자, 로드의 웹사이트에는 곡의 기원에 대한 솔직한 메시지가 게시되었다. 해당 메시지에서 로드는 이 노래가 2023년 말의 혼란스러운 시기에 탄생했다고 밝혔다. 그녀는 “깊은 이별”을 겪고 뒤따른 감정적 격동을 설명하며, "모든 식사가 전쟁이었다. 플래시백과 파도처럼 밀려드는 감정들. 슬픔의 소용돌이를 느끼며 휩쓸리게 두었다. 입을 열고 쏟아져 나오는 것을 녹음했다"고 썼다.

## 프로덕션 및 구성
로드는 〈What Was That〉의 작사를 짐-이 스택(Jim-E Stack)과 함께 진행했으며, 스택과 다니엘 니그로(Daniel Nigro)와 함께 공동 제작을 맡았다. 스택은 피아노, 드럼, 키보드, 신디사이저를 연주했으며, 니그로는 피아노, 신디사이저, 베이스 기타, 일렉트릭 기타를 연주했다. 이 트랙은 스택, 니그로, 잭 매닝(Jack Manning)이 엔지니어링을 담당했으며, 믹싱은 크리스 거링거(Chris Gehringer)와 스파이크 스텐트(Spike Stent)가, 마스터링은 윌 퀴넬(Will Quinnell)이 맡았다. 니그로는 또한 드럼 프로그래밍을 추가했으며, 코비 버먼(Koby Berman)은 추가 엔지니어로 참여했다. 〈What Was That〉은 또한 인크(Inc.)의 앤드류 에이지드(Andrew Aged)가 연주한 일렉트릭 기타를 특징으로 한다.
〈What Was That〉의 길이는 3분 29초이며, 주로 두 개의 절과 두 개의 후렴구로 구성되어 있다. 이 곡은 일렉트로팝과 신스팝 트랙으로, 경쾌한 편곡과 과거의 관계, 향수, 개인적 성장에 관한 반성적인 가사를 담고 있다. 로드의 목소리는 전자 비트, 미니멀한 베이스라인, 가벼운 타악기, 그리고 점차적으로 쌓여가는 섬세하고 싱코페이션된 신디사이저와 함께 울려 퍼진다.
가사적으로, 이 곡의 화자는 파트너와 함께 "뒷마당에서 MDMA를 복용하고" "몇 시간 동안 입맞춤을 했다"는 시간을 회상한다. 비록 그녀가 과거를 벗어났지만, 여전히 고통과 후회를 느끼며, 관계 후에 "아직 나 자신을 볼 수 없었기에" "모든 거울을 덮었다"고 표현한다. 트랙의 끝 부분에서, 화자는 점차적으로 이별을 받아들이며, "푸른 불빛 속에서 나는 괜찮게 만들 수 있어 / 그게 뭐였지?"라는 가사로 곡을 마무리한다.
여러 음악 저널리스트들은 〈What Was That〉과 로드의 두 번째 정규 앨범 《Melodrama》(2017) 사이의 유사성을 지적했다. 《NME》의 슈레즈 싱(Surej Singh)은 이 곡이 테마와 멜로디에서 《Melodrama》의 "흐릿한 서사"를 떠올리게 한다고 생각했다. 같은 잡지의 리안 데일리(Rhian Daly)는 《Melodrama》가 고통을 넘어가려 했던 시도와 달리, 〈What Was That〉의 화자는 "기억들이 [...] 나를 괴롭히는 것"을 받아들이는 것 같다고 언급했다. 데일리는 또한 〈What Was That〉을 《Melodrama》의 리드 싱글 〈Green Light〉와 비교했으나, 〈What Was That〉이 더 적은 감정적이고 음향적인 절정을 보여준다고 생각했다.

## 평가
이 곡은 음악 평론가들로부터 전반적으로 긍정적인 평가를 받았다. 《클래시》의 로빈 머레이(Robin Murray)는 이 곡에 9/10을 주며, 로드가 〈Green Light〉의 다채로운 팝 야망을 통해 중심 무대에 돌아오고 있으며, 이전의 스타일을 반복하지 않겠다고 언급했다. 《The Independent》의 마크 보몬트(Mark Beaumont)는 긍정적인 리뷰에서 로드가 "그녀가 가장 잘하는 일로 돌아왔다: 상처 입은 영혼들을 위한 우울하고 미니멀하지만 기념비적인 트랙을 만드는 것"이라고 평가했다. 《NME》의 리안 데일리(Rhian Daly)는 〈What Was That〉에 별 4개를 주며, 이 트랙은 "결정적인 한 방"이 부족하지만, 로드가 그녀의 감정적이고 전자적인 스타일로 빛나며 효과적으로 "어두운 곳에서 춤추는" 분위기를 재현했다고 썼다.
곡에 대한 엇갈린 리뷰에서, 《Consequence》의 파올로 라구사(Paolo Ragusa)는 "이 곡이 가수의 가장 모험적인 새로운 작품은 아니지만, 성숙함과 지혜로 가득 차 있다"고 평가하며, "진정성 있고 신선하다"고 말했지만, 그 제작은 "어떤 방향으로의 도약이라기보다는 옆으로 한 걸음 내딛는 것처럼 느껴진다"고 언급했다. 《Pitchfork》의 월든 그린(Walden Green)은 로드의 "작문은 여전히 강렬하고 풍부하지만", 트랙의 제작이 "혈기 없는" 것 같다고 언급하며, 이 곡이 로드의 과거 작품들, 예를 들어 〈Green Light〉와 〈Hard Feelings/Loveless〉보다 덜 흥미진진하다고 평가했다.

## 뮤직비디오
〈What Was That〉의 뮤직 비디오는 뉴욕시의 다양한 장소에서 촬영되었다. 영상에서 로드는 흰 셔츠와 청바지를 입고, 은색 액세서리와 열쇠고리를 착용한 채 혼자 도시를 걷고 자전거를 타는 모습이 보인다. 때때로 셔츠를 열어 검은 비키니 탑을 드러내기도 한다. 이후 그녀는 맨홀을 통해 등장하여 워싱턴 스퀘어 공원에 도착하고, 그곳에서 팬들이 그녀를 핸드폰으로 촬영하며 춤을 춘다.

## 크레딧 및 인원
크레딧은 코부즈에서 가져왔다.
- 로드(Lorde) – 보컬, 작곡가, 프로듀서
- 짐이 스택(Jim-E Stack) – 작곡가, 프로듀서, 엔지니어, 피아노, 신시사이저, 키보드, 드럼, 드럼 프로그래머
- 대니얼 나이그로(Daniel Nigro) – 프로듀서, 엔지니어, 피아노, 신시사이저, 베이스 기타, 일렉트릭 기티
- 크리스 거링거(Chris Gehringer) – 믹싱 엔지니어
- 스파이크 스텐트(Spike Stent) – 믹싱 엔지니어
- 윌 퀴넬(Will Quinnell) – 마스터링 엔지니어
- 잭 매닝(Jack Manning) – 엔지니어
- 코비 버먼(Koby Berman) – 추가 엔지니어
- 앤드류 에이즈드(Andrew Aged) – 일렉트릭 기타

## 차트
| 차트 (2025)                             | 최고 순위 |
| --------------------------------------- | --------- |
| Australia (ARIA)                        | 9         |
| Lithuania (AGATA)                       | 26        |
| New Zealand (Recorded Music NZ)         | 1         |
| 영국 다운로드 (오피셜 차트 컴퍼니)      | 100       |
| 미국 핫 록 & 얼터너티브 송 (《빌보드》) | 31        |